# شهنه‌کلا (آمل)
شهنه کلا، روستایی است از توابع بخش دشت‌سر شهرستان آمل در استان مازندران ایران.فاصله ابن روستا تا شهر آمل حدود ۱۲ کیلومتر است. منطقه سی کتی در انتهای روستای شهنه کلا ( شحنه کلا ) یکی از زیباترین مناطق جنگلی آمل و متصل به جنگل های هیرکانی است.‌وجود شالیزارها در پایین دست سی کتی شهنه کلا و باغ های زیبای مشرف بر شالیزارها در بالادست آن، به این منطقه جلوه های رویایی بخشیده است.

## جمعیت
این روستا در دهستان دشت‌سر غربی قرار دارد و براساس سرشماری مرکز آمار ایران در سال ۱۳۹۹، جمعیت آن ۴۰۰ نفر (۱۰۰خانوار) بوده‌است.